# Maciej Zaremba

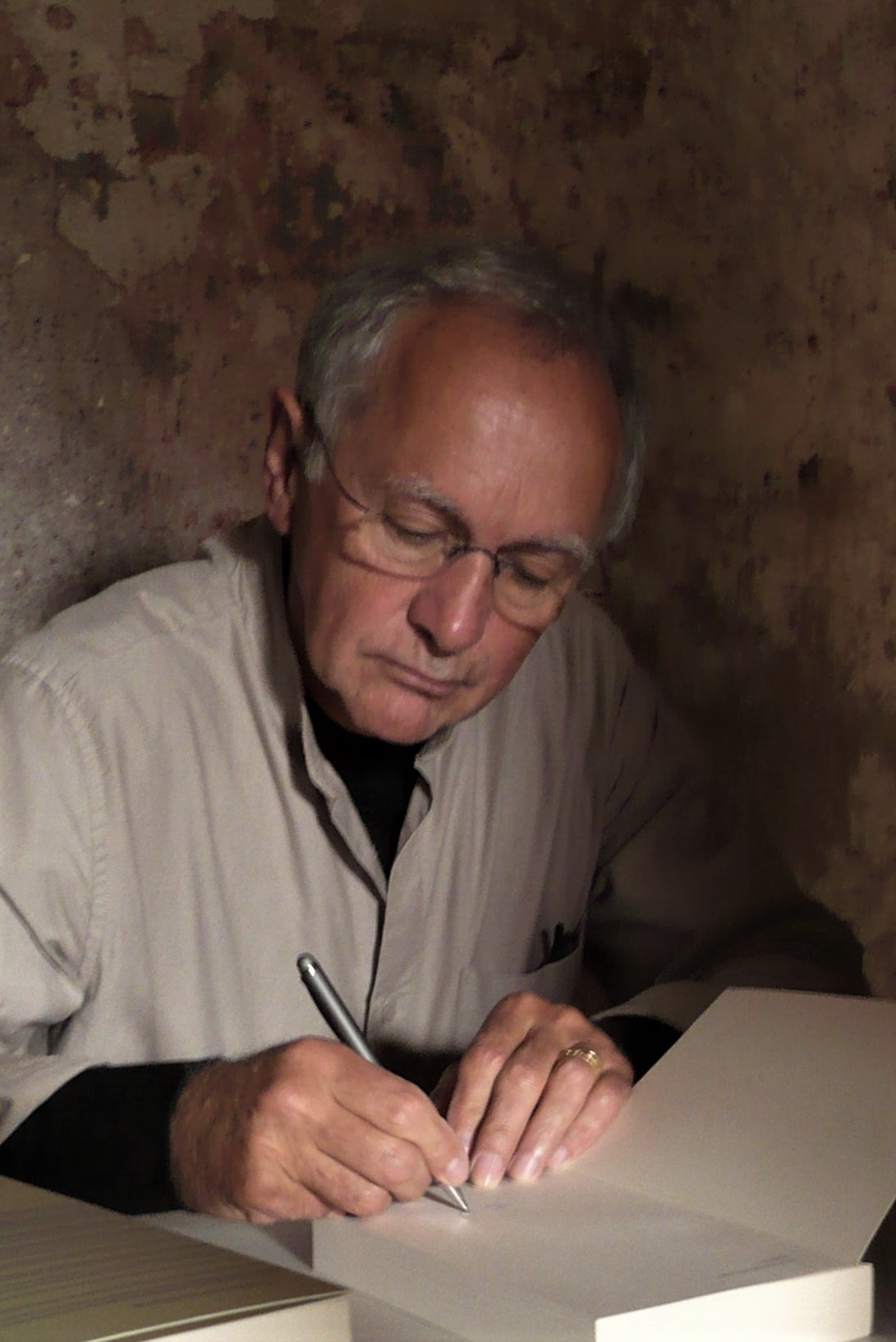
Marcin Zaremba Bielawski, V Festiwal Góry Literatury, Sarny, 2019

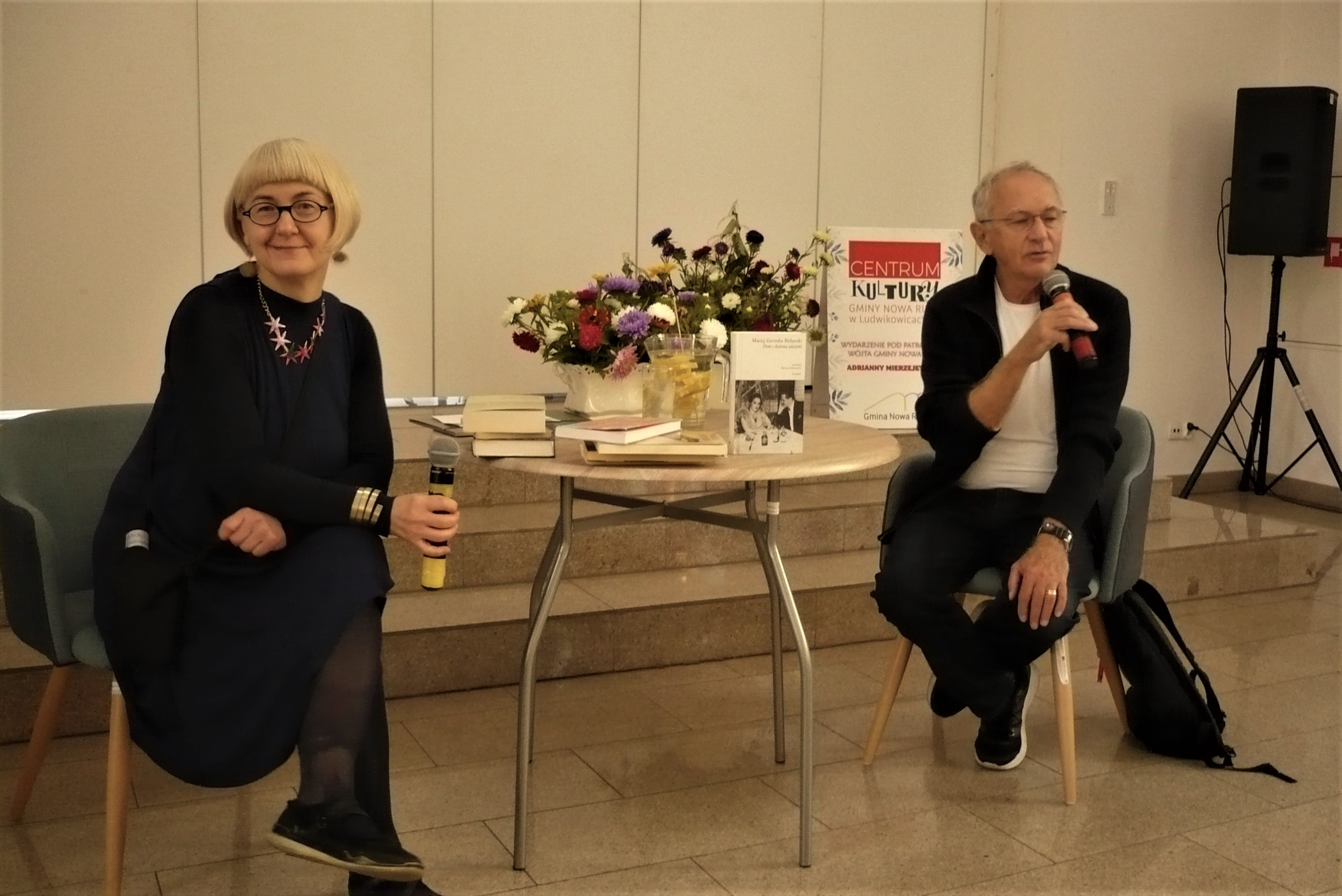
Bożena Dudko, Maciej Zaremba Bielawski, Festiwal Reportażu (2022)

Maciej Zaremba Bielawski (ur. 12 marca 1951 w Poznaniu) – polsko-szwedzki dziennikarz i pisarz.

## Życiorys
Syn Oskara Bielawskiego i Elżbiety z d. Immerdauer. Urodzony w Poznaniu. W 1969, na skutek antysemickiej kampanii komunistycznych władz PRL, razem z matką i dwoma młodszymi braćmi wyemigrował do Szwecji. Początkowo pracował jako pracownik budowlany, operator dźwigu, salowy w szpitalu. Studiował historię filmu, a w 1988 ukończył historię idei na Uniwersytecie Sztokholmskim. Jako dziennikarz rozpoczął pracę w 1981, gdy pod pseudonimem Maciej Zaremba pisał reportaże na temat „Solidarności” i sytuacji politycznej w ówczesnej Polsce, które publikowały m.in. szwedzkie dzienniki „Dagens Nyheter” i „Expressen”.
Wspólnie z żoną, którą jest szwedzka pisarka Agneta Pleijel, w latach 80. przełożył na szwedzki m.in. Raport z oblężonego miasta Zbigniewa Herberta (Rapport från en belägrad stad och andra dikter, Bonniers, Stockholm 1985).
W 2013 był członkiem, a w latach 2014–2016 przewodniczącym jury Nagrody im. Ryszarda Kapuścińskiego za reportaż literacki.

## Dorobek dziennikarski
Od 1990 pracuje dla dziennika „Dagens Nyheter”, pisze na tematy związane z kulturą i polityką. W latach 1994–1995 był redaktorem działu społecznego i kulturalnego czasopisma „Moderna Tider”, stworzonego przez Görana Rosenberga.
W 1997 w serii reportaży nagłośnił sprawę przymusowej sterylizacji w Szwecji osób „niepożądanych”. Szerszą perspektywę tej sprawy ukazał w wydanej w 1999 w Szwecji książce De rena och de andra: om tvångssteriliseringar, rashygien och arvsynd, która ukazała się w Polsce w 2011 pod tytułem Higieniści: z dziejów eugeniki. Ponieważ rozbudował treść rozdziałem o stosunku polskiej psychiatrii do eugeniki, opisując m.in. działalność swojego ojca, postanowił wydać ją jako Maciej Zaremba Bielawski.
Od połowy lat 80. na łamach „Dagens Nyheter” regularnie publikuje serie reportaży, w których opisuje problemy i patologie szwedzkiego państwa opiekuńczego. Ewolucję szwedzkiej religijności i Kościoła Szwedzkiego przedstawił w serii „Kyrkan och frihet” (1999). Problemy szwedzkiej opieki zdrowotnej opisywał w reportażach Du gamla du sjuka (2004) oraz Den olönsamma patienten (2013). Kwestii nieprawidłowości szwedzkiego wymiaru sprawiedliwości dotyczyły serie „Rättvisan och dårarna” (2006) oraz „Rättvisans demoner” (2015), a paradoksów szwedzkiego rynku pracy i mobbingu serie reportaży Den polske rörmokaren (2005) oraz Mobbarna och rättvisan (2010). Inne zagadnienia opisywane przez Zarembę to dyskryminacja na uczelniach wyższych (Först kränkt vinner, 2008), problemy związane z integracją imigrantów w Szwecji (I väntan på Sverige, 2009), sytuacja w szwedzkim szkolnictwie podstawowym (Hem till skolan, 2011) i patologie w przemyśle leśniczym (Skogen vi ärvde, 2012).
Maciej Zaremba ma w swoim dorobku również serie reportaży dotyczących innych krajów, m.in. włoskiej partii Liga Północna (Lega Nord, 1993), francuskiego Frontu Narodowego (Front National, 1998), problemów globalizacji (Sade ni globalisering, 2001) i Kosowa (Koloni Kosovo, 2007).
W 2018 wydał książkę Huset med de två tornen, poświęconą dziejom rodzin swojego ojca i matki, a przetłumaczoną na polski przez Mariusza Kalinowskiego jako Dom z dwiema wieżami.

## Nagrody
W 2005 i 2008 otrzymał Nagrodę Akademii Szwedzkiej. W 2006 otrzymał szwedzką Wielką Nagrodę Dziennikarską (Stora Journalistpriset). Jest również laureatem Nagrody im. Daga Hammarskjölda (2006) oraz Nagrody Kellgrena (2013).
W 2009 Wydział Prawa Uniwersytetu w Lund uhonorował go tytułem doktora honoris causa. W 2012 „za wybitne zasługi we wspieraniu przemian demokratycznych w Polsce, za upowszechnianie wiedzy o Polsce” otrzymał Krzyż Oficerski Orderu Zasług Rzeczypospolitej Polskiej.
W 2019 roku otrzymał Nagrodę im. Ryszarda Kapuścińskiego za reportaż literacki za Dom z dwiema wieżami.

## Twórczość

### Wydania w Szwecji
- Huset med de två tornen. Stockholm: Weyler, 2018.
- Patientens pris. Stockholm: Weyler, 2013.
- Skogen vi ärvde. Stockholm: Weyler, 2012.
- Hem till skolan. Stockholm: Natur och kultur, 2011.
- Mobbarna och rättvisan. Stockholm: DN, 2010.
- Den polske rörmokaren och andra berättelser från Sverige. Stockholm: Norstedts, 2006.
- När blir Sverige europeiskt? Stockholm: Bertil Ohlin-institutet, 2004.
- Vad har Sverige i Europa att göra (en rapport från EU:s framtidskonvent). (razem z Cecilią Malmström) Sverige: Vision Europa, 2003.
- Kyrkan & friheten: en debattbok om den fria Svenska kyrkans identitet och demokrati. Göteborg: Cordia, 2000.
- De rena och de andra: om tvångssteriliseringar, rashygien och arvsynd. Stockholm: Bokförlaget DN, 1999.
- Minken i folkhemmet: essäer. Stockholm: Timbro, 1992.
- Arbetet före kapital: den katolska kyrkans sociallära (razem z Erwinem Bischofbergerem), Stockholm: Brevskolan på uppdrag av Svenska kristna socialdemokratiska förbund, 1985.
- Rzeszów: bland polska bönder (razem z Håkanem Pieniowskim), Stockholm: Öppna ögon, 1983.

#### Wydania w Polsce
- Polski hydraulik i najnowsze opowieści ze Szwecji. Warszawa: Wydawnictwo Agora, 2019. (tłum. Wojciech Chudoba, Jan Rost, Anna Topaczewska, Katarzyna Tubylewicz) ISBN 978-83-268-2877-5.
- Dom z dwiema wieżami. Kraków: Wydawnictwo Karakter, 2018. (tłum. Mariusz Kalinowski) ISBN 978-83-65271-93-8.
- Leśna mafia. Szwedzki thriller ekologiczny. Warszawa: Wydawnictwo Agora, 2014. (tłum. Magdalena Wasilewska-Chmura) ISBN 978-83-268-1355-9.
- Polski hydraulik i nowe opowieści ze Szwecji. Warszawa: Wydawnictwo Agora, 2013. (tłum. Wojciech Chudoba, Jan Rost, Anna Topaczewska, Katarzyna Tubylewicz) ISBN 978-83-268-1264-4.
- Higieniści. Z dziejów eugeniki. Wołowiec: Wydawnictwo Czarne, 2011. (tłum. Wojciech Chudoba) ISBN 978-83-7536-211-4.
- Polski hydraulik i inne opowieści ze Szwecji. Wołowiec: Wydawnictwo Czarne, 2008. (tłum. Wojciech Chudoba, Jan Rost, Anna Topaczewska, Katarzyna Tubylewicz) ISBN 978-83-7536-021-9.